# Chrysopelea paradisi
Il serpente volante del paradiso (Chrysopelea paradisi Boie, 1827) è un serpente velenoso appartenente alla famiglia dei Colubridi.

## Descrizione
Lungo fino a un metro e mezzo, questo serpente presenta un corpo snello coperto da una complicata macchiettatura di tonalità nero, giallo, arancio e verde.

## Biologia
Si nutre principalmente di piccoli sauri durante le ore notturne.  È in grado di allargare e rendere concava tutta la parte inferiore del corpo, utilizzandola come una sorta di paracadute si getta planando dagli alberi.

## Distribuzione e habitat
Il serpente volante del paradiso è diffuso nel sud-est asiatico.